# Drum line

Schéma de fonctionnement d'une "drum line"

Une drum line, ou palangre de surface, est un piège aquatique utilisé pour capturer de grands requins via des appâts et des hameçons. Ils sont généralement déployés près des zones de baignade (souvent conjointement avec des filets anti-requins) afin de réduire le nombre de requins à proximité et donc le nombre d'attaques.
Ce système est introduit en janvier 2014 en Australie occidentale.
La question de l'élimination des requins est un sujet de controverse mondial et provoque notamment des réactions d'écologistes et de défenseurs de la cause animale,,,.

## références
1. ↑  « Sharks - Marine Science Australia », sur Ausmarinescience.com (consulté le 1er décembre 2016)
2. ↑  « Queensland | Overview », sur Seashepherd.org.au (consulté le 1er décembre 2016)
3. ↑  Calla Wahlquist, « Western Australia's 'serious threat' shark policy condemned by Senate | Australia news », The Guardian,‎ 12 février 2015 (lire en ligne, consulté le 1er décembre 2016)
4. ↑  Carl Meyer, « Western Australia's shark culls lack bite (and science) », sur Theconversation.com, 11 décembre 2013 (consulté le 1er décembre 2016)